# Championnat de Slovénie de football 1994-1995
Navigation
Saison précédente Saison suivante
La saison 1994-1995 du Championnat de Slovénie de football était la 4e édition de la première division slovène à poule unique, la PrvaLiga. Les 16 meilleurs clubs slovènes jouent les uns contre les autres lors de rencontres disputées en matchs aller et retour. Pour permettre le passage de 16 à 10 clubs, les deux derniers du classement sont directement relégués en D2, tandis que les clubs classés entre la 9e et la 14e place jouent une phase de play-offs pour déterminer les deux derniers qualifiés pour la saison suivante.
Avant le début du championnat, le Svoboda Ljubljana déclare forfait et est remplacé par le club du NK Slavija Vevce, qui avait terminé 12e de D2.
C'est l'Olimpija Ljubljana, triple champion de Slovénie en titre, qui termine une nouvelle fois en tête du championnat.  C'est le 4e titre de champion de Slovénie de son histoire.

## Les 16 clubs participants
| - Olimpija Ljubljana - Maribor Branik - NK Izola (anciennement Belvedur Izola) - HIT Gorica - Železničar Ljubljana (anciennement Cosmos Ljubljana) - Zivila Naklo - NK Mura - NK FC Koper | - Publikum Celje - NK GAV Kocevje - Promu de D2 - NK Slavija Vevce - Promu de D2 - NK Rudar Velenje - Potrošnik Beltinci - NK Koroton Suvel Prevalje - Promu de D2 - NK Jadran Dekani - NK Primorje |

## Compétition

### Classement
Le barème de points servant à établir le classement se décompose ainsi :
- Victoire : 2 points
- Match nul : 1 point
- Défaite : 0 point

| Rang | Équipe                        | Pts | J  | G  | N | P  | Bp | Bc  | Diff |
| ---- | ----------------------------- | --- | -- | -- | - | -- | -- | --- | ---- |
| 1    | Olimpija Ljubljana (T)        | 44  | 30 | 20 | 4 | 6  | 78 | 30  | +48  |
| 2    | Maribor Branik                | 42  | 30 | 17 | 8 | 5  | 60 | 24  | +36  |
| 3    | HIT Gorica                    | 41  | 30 | 18 | 5 | 7  | 66 | 30  | +36  |
| 4    | NK Mura (C)                   | 40  | 30 | 17 | 6 | 7  | 46 | 24  | +22  |
| 5    | Potrošnik Beltinci            | 38  | 30 | 15 | 8 | 7  | 74 | 32  | +42  |
| 6    | Publikum Celje                | 38  | 30 | 16 | 6 | 8  | 50 | 27  | +23  |
| 7    | NK Rudar Velenje              | 38  | 30 | 16 | 6 | 8  | 55 | 33  | +22  |
| 8    | NK Koroton Suvel Prevalje (P) | 32  | 30 | 14 | 4 | 12 | 53 | 36  | +17  |
| 9    | NK Primorje                   | 32  | 30 | 12 | 8 | 10 | 50 | 45  | +5   |
| 10   | Železničar Ljubljana          | 30  | 30 | 13 | 4 | 13 | 49 | 43  | +6   |
| 11   | NK FC Koper                   | 26  | 30 | 9  | 8 | 13 | 24 | 34  | -10  |
| 12   | NK Slavija Vevče (P)          | 20  | 30 | 8  | 4 | 18 | 36 | 59  | -23  |
| 13   | NK Izola                      | 20  | 30 | 7  | 6 | 17 | 30 | 73  | -43  |
| 14   | Živila Naklo                  | 19  | 30 | 5  | 9 | 16 | 34 | 48  | -14  |
| 15   | NK GAV Kocevje (P) -1         | 16  | 30 | 4  | 9 | 17 | 25 | 91  | -66  |
| 16   | NK Jadran Dekani              | 3   | 30 | 0  | 3 | 27 | 12 | 113 | -101 |

|  | Qualification pour la Coupe des Coupes 1995-1996                                              |
|  | Qualification pour la Coupe UEFA 1995-1996                                                    |
|  | Qualification pour la Coupe Intertoto 1995                                                    |
|  | Participation à la phase de play-off pour la relégation                                       |
|  | Relégation directe en deuxième division                                                       |
|  | (T) Tenant du titre (C) Vainqueur de la Coupe de Slovénie (P) Club promu de deuxième division |

## Bilan de la saison
| Championnat de Slovénie de football 1994-1995 |                                                                                               |
| Champion                                      | Olimpija Ljubljana (4e titre)                                                                 |
| Coupes et trophées                            |                                                                                               |
| Vainqueur de la Coupe de Slovénie 1994-1995   | NK Mura                                                                                       |
| Qualifications continentales                  |                                                                                               |
| Coupe des Coupes 1995-1996                    | NK Mura                                                                                       |
| Coupe UEFA 1995-1996                          | Olimpija Ljubljana                                                                            |
| Coupe UEFA 1995-1996                          | Maribor Branik                                                                                |
| Coupe Intertoto 1995                          | NK Rudar Velenje                                                                              |
| Promotions et relégations                     |                                                                                               |
| Promus en PrvaLiga                            | Aucun (passage de 16 à 10 clubs)                                                              |
| Relégués en Division 2                        | Železničar Ljubljana NK FC Koper NK Slavija Vevče Živila Naklo NK GAV Kocevje NK Jadran Dekan |